# Фра Мавро
Фра Мавро або фра Мауро (італ. Fra Mauro; 1385 — 1459) — венеційський монах ордену камальдулів, працював в монастирі св. Михайла в Мурано і уславився на всю Європу як автор морських карт-портоланів і карт світу (Mappa Mundi). Найвідоміша його робота — Mappa Mundi (так звана Карта Фра Мавро), створена наприкінці 1450-х років.

## Карта світу Фра Мавро

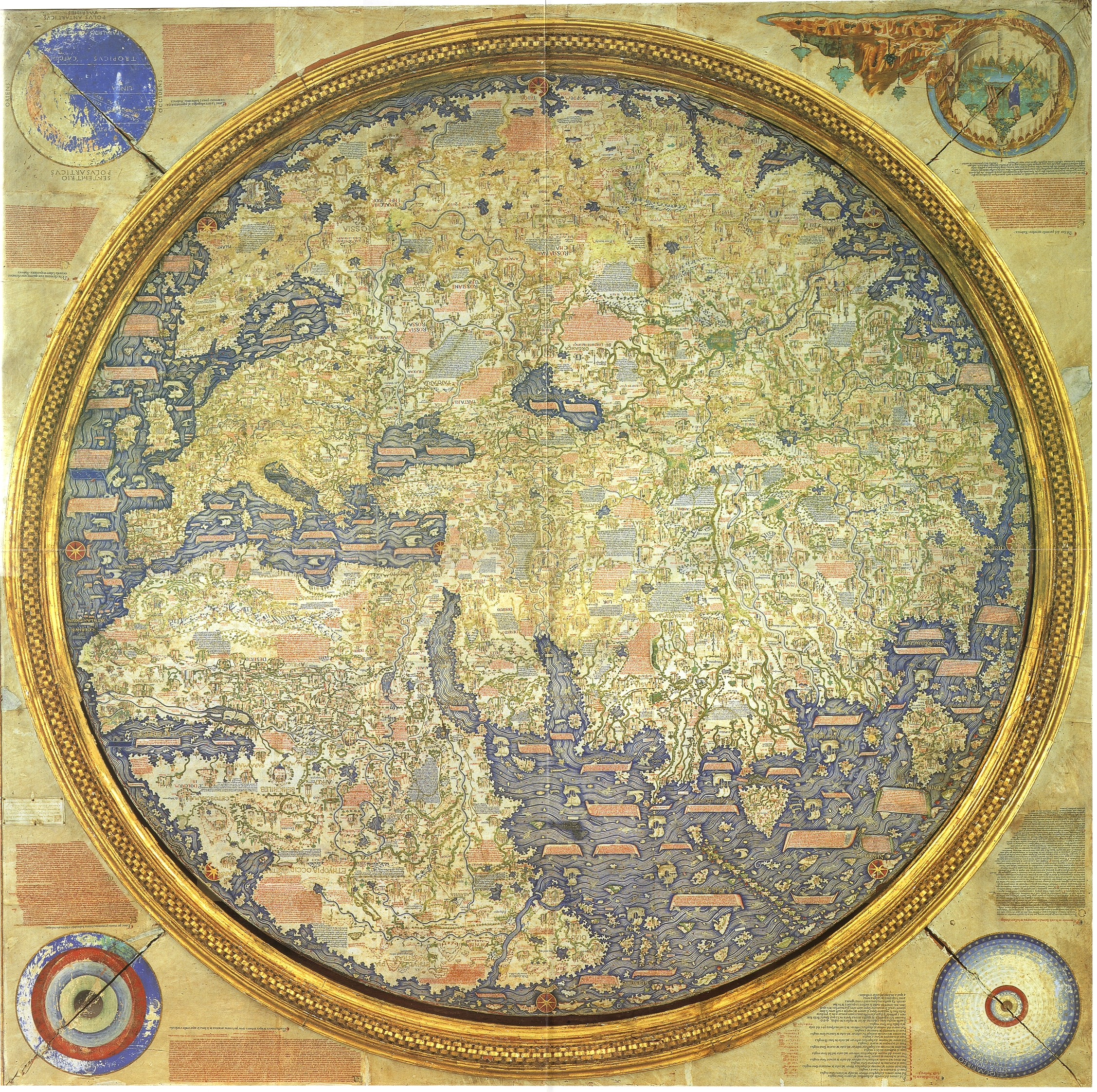
Перевернута географічна карта Старого Світу (1459).

Дотепер збереглися оригінали тільки двох карт Фра Мавро, але їх достатньо, щоб встановити високий ступінь професіоналізму й точності Фра Мавро як картографа. За звичаєм арабських картографів він поміщав наверх карти південь, а не північ; також він сумнівався в тому, що Єрусалим — центр населеного світу. Судячи із записів на картах, він поділяв думку щодо сферичності Земної кулі.
У 1450-і роки на замовлення португальського короля Афонсу V Фра Мавро виготовив для його дядька Енріке Мореплавця велику карту всього відомого на той час світу, яка відобразила стан географічних знань європейців напередодні Доби великих географічних відкриттів — так звану Карту Фра Мавро. У роботі над цією картою муранському ченцю сприяв мореплавець Андреа Б'янко. Детально представлено територію Золотої Орди.
На карті досить докладно описана Русь; неодноразово зустрічається і сама ця назва. Карта Світу Фра Мавро — одне з перших історичних джерел, в якому згадуються і виділяються три «кольорові» частини Русі: Червона Русь (Rossia Rossa, Галичина), Чорна Русь (Rossia Negra), Біла Русь (Rossia Biancha). Але зважаючи на те, що автору особисто не були добре відомі східнослов'янські землі, і тому в цьому регіоні було допущено ряд грубих помилок. На карті територія в районі Наддніпров'я (українські землі Великого Литовського Князівства) — Червона Русь (Rossia Rossa). Біла Русь (Rossia Biancha) у Фра Мавро, як і в більшості західноєвропейських авторів XIII—XVI століть — це синонім або Великого Новгорода або його частини, що була заселена колись народністю вепсів (знаходиться на карті між Волгою та Білим озером). Чорна Русь (Rossia Negra) показана на правому березі р. Оки, це переважно північно-західна частина руських земель (теперішня Білорусь). Київ на карті позначений тричі — як «Кіово», як «Кіево, або ж Кіо» та як «Макармі» (Манкерман).
Джерелами знань Фра Мавро могли бути звіти венеційських мандрівників в карїни Сходу (зокрема, Нікколо де  Конті) і дані ефіопських послів, які відвідали Італію в 1430-і роки. Крім того, він користувався арабськими джерелами, включаючи Книгу Рожера. Однією з особливостей карти Фра Мавро є зображення джонок та інших східних кораблів, які в його час борознили простори Індійського океану.

## Відзначення
Ім'я Фра Мавро носить кратер на Місяці, який в 1971 році відвідали астронавти «Аполлона-14».

## Фрагменти карт

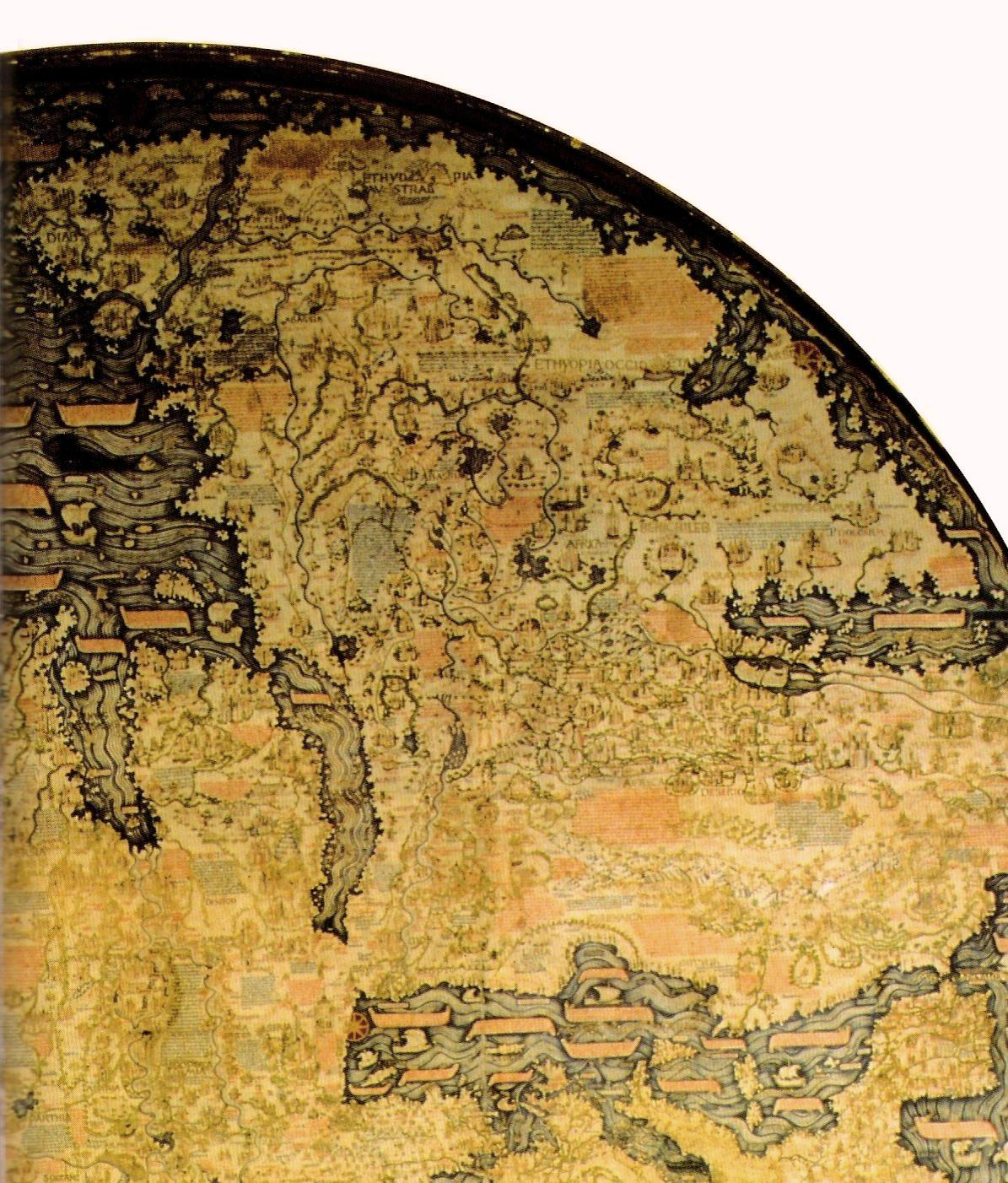
Частка Африки
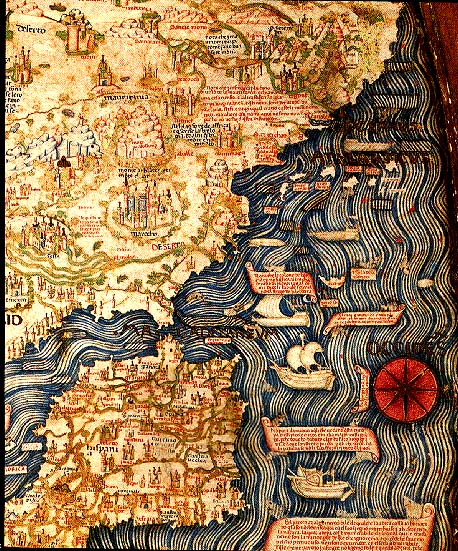
Іспанія, Португалія і північна Африка
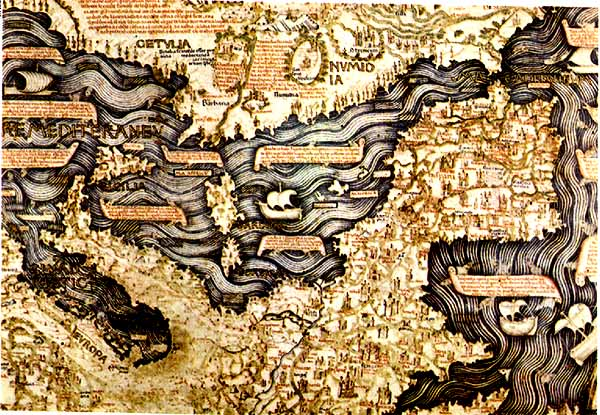
Європа
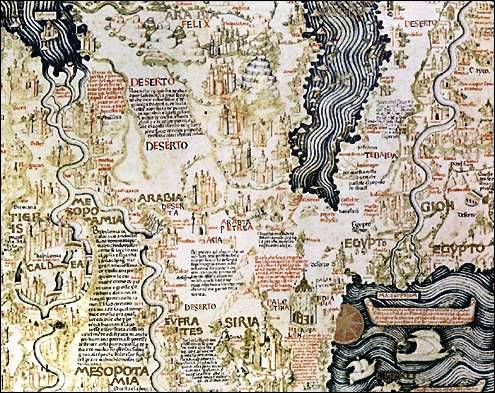
Середній Схід
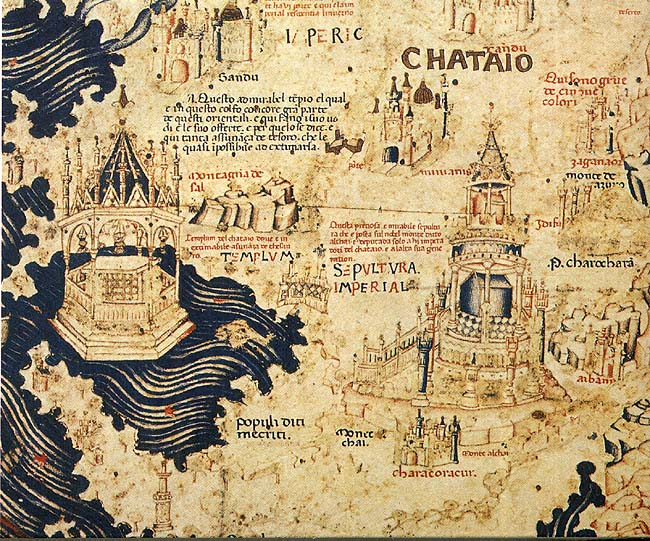
Частка Китаю